# Yellow (bài hát)
"Yellow" là bài hát của nhóm nhạc alternative rock người Anh Coldplay. Bài hát được sáng tác bởi các thành viên trong nhóm cộng tác với nhà sản xuất âm nhạc người Anh Ken Nelson, nằm trong album phòng thu thứ hai của nhóm Parachutes (2000). Lời bài hát được trưởng nhóm Chris Martin miêu tả là nói về tình yêu đơn phương.
Phát hành vào tháng 6 năm 2000, bài hát là đĩa đơn thứ hai của nhóm tại Anh từ Parachutes, sau "Shiver", và là đĩa đơn mở đường tại Mỹ. Đây là bài hát đột phá, đưa cái tên Coldplay được biết đến với khán giả toàn thế giới, đạt đến vị trí số 1 ở Iceland, số 9 ở Ireland, số 5 ở Úc và 48 ở Mỹ. "Yellow" sau này đã được cover bởi nhiều nghệ sĩ khác, và cho đến nay vẫn là một trong những bài hát nổi tiếng nhất, gắn liền với tên tuổi của nhóm.

## Danh sách bài hát
| STT | Nhan đề                                             | Thời lượng |
| --- | --------------------------------------------------- | ---------- |
| 1.  | "Yellow"                                            | 4:31       |
| 2.  | "Help Is Round the Corner"                          | 2:36       |
| 3.  | "No More Keeping My Feet on the Ground" (từ Safety) | 4:31       |

## Xếp hạng và chứng nhận

### Xếp hạng tuần
| Bảng xếp hạng (2000–2001)                  | Vị trí cao nhất |
| ------------------------------------------ | --------------- |
| Anh Quốc (OCC)                             | 4               |
| Châu Âu (European Hot 100 Singles)         | 20              |
| Pháp (SNEP)                                | 96              |
| Iceland (Íslenski Listinn Topp 40)         | 1               |
| Ireland (IRMA)                             | 9               |
| Hà Lan (Single Top 100)                    | 82              |
| New Zealand (Recorded Music NZ)            | 23              |
| Scotland (OCC)                             | 4               |
| Hoa Kỳ Billboard Hot 100                   | 48              |
| Hoa Kỳ Adult Alternative Songs (Billboard) | 2               |
| Hoa Kỳ Adult Pop Airplay (Billboard)       | 11              |
| Hoa Kỳ Alternative Songs (Billboard)       | 6               |
| Hoa Kỳ Pop Airplay (Billboard)             | 22              |
| Úc (ARIA)                                  | 5               |

| Bảng xếp hạng (2017)                  | Vị trí cao nhất |
| ------------------------------------- | --------------- |
| Sweden Heatseeker (Sverigetopplistan) | 7               |

| Bảng xếp hạng (2021–2022)         | Vị trí cao nhất |
| --------------------------------- | --------------- |
| Thế giới Global 200 (Billboard)   | 68              |
| Bồ Đào Nha (AFP)                  | 11              |
| Thụy Sĩ (Schweizer Hitparade)     | 78              |
| Hoa Kỳ Hot Rock Songs (Billboard) | 13              |

### Xếp hạng cuối năm
| Bảng xếp hạng (2000)               | Vị trí |
| ---------------------------------- | ------ |
| Iceland (Íslenski Listinn Topp 40) | 20     |
| Ireland (IRMA)                     | 42     |
| UK Singles (OCC)                   | 93     |

| Bảng xếp hạng (2001)       | Vị trí |
| -------------------------- | ------ |
| Úc (ARIA)                  | 33     |
| Canada Radio (Nielsen BDS) | 29     |

| Bảng xếp hạng (2021)       | Vị trí |
| -------------------------- | ------ |
| Global 200 (Billboard)     | 171    |
| Bồ Đào Nha Streaming (AFP) | 200    |

### Chứng nhận và doanh số
| Quốc gia                                                                                              | Chứng nhận  | Số đơn vị/doanh số chứng nhận |
| --- | ----------- | ----------------------------- |
| Anh Quốc (BPI)                                                                                        | 3× Bạch kim | 1.800.000‡                    |
| Bồ Đào Nha (AFP)                                                                                      | 2× Bạch kim | 80.000‡                       |
| Đan Mạch (IFPI Đan Mạch)                                                                              | Bạch kim    | 90.000‡                       |
| Hoa Kỳ (RIAA)                                                                                         | Vàng        | 2.000.000                     |
| Úc (ARIA)                                                                                             | Bạch kim    | 70.000^                       |
| Ý (FIMI)                                                                                              | 2× Bạch kim | 140.000‡                      |
| ^ Chứng nhận dựa theo doanh số nhập hàng. ‡ Chứng nhận dựa theo doanh số tiêu thụ và phát trực tuyến. |             |                               |